# Dr. Mann-Grundig

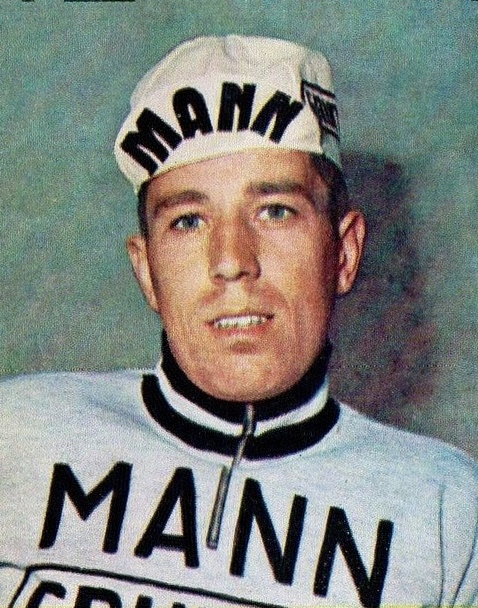
Jos Huysmans al 1968

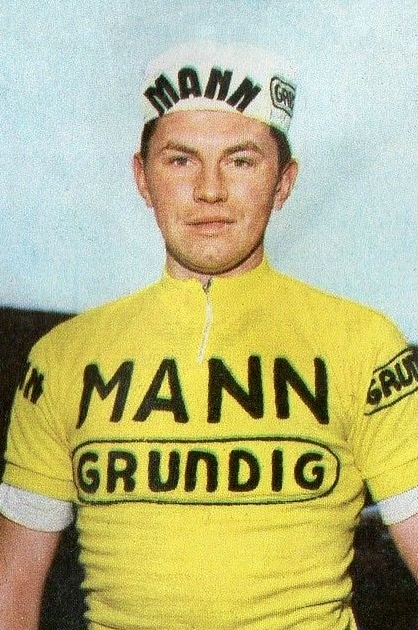
Daniel Van Ryckeghem al 1970

L'equip Dr. Mann-Grundig va ser un equip ciclista belga, de ciclisme en ruta que va competir entre 1960 a 1970.

## Principals resultats
- Bordeus-París: Marcel Janssens (1960), Herman Van Springel (1970)
- Volta a Bèlgica: Peter Post (1963)
- Tour del Nord: Jos Huysmans (1964)
- A través de Flandes: Herman Van Springel (1966)
- Fletxa Brabançona: Roger Rosiers (1967), Willy In 't Ven (1969), Herman Van Springel (1970)
- A través de Flandes: Daniel Van Ryckeghem (1967, 1970)
- Volta a Llombardia: Herman Van Springel (1968)
- Fletxa Valona: Jos Huysmans (1969)
- París-Tours: Herman Van Springel (1969)
- Gran Premi de les Nacions: Herman Van Springel (1969, 1970)
- Amstel Gold Race: Georges Pintens (1970)
- Quatre dies de Dunkerque: Willy Vaneste (1970)
- E3 Harelbeke: Daniel Van Ryckeghem (1970)

### A les grans voltes
- Giro d'Itàlia
  - 1 participacions (1966)
  - 0 victòries d'etapa:
  - 0 classificació finals:
  - 0 classificacions secundàries:

- Tour de França
  - 3 participacions (1966, 1969, 1970)
  - 2 victòries d'etapa:
    - 2 el 1969: Herman Van Springel (2)

  - 0 classificacions secundàries:

- Volta a Espanya
  - 1 participacions (1970)
  - 1 victòries d'etapa:
    - 1 el 1970: Willy In 't Ven

  - 0 classificació finals:
  - 0 classificacions secundàries: